# Johannes Menke
Johannes Menke (* 16. November 1972 in Nürnberg) ist Musiktheoretiker, Hochschullehrer, Komponist und Autor.

## Leben und Wirken
Johannes Menke studierte Oboe, Schulmusik und Germanistik in Freiburg im Breisgau, danach Musiktheorie bei Eckehard Kiem und Komposition bei Mathias Spahlinger und wurde 2004 mit einer von Janina Klassen betreuten Arbeit über Giacinto Scelsi an der TU Berlin promoviert.
1999 bis 2009 lehrte er Musiktheorie an der Hochschule für Musik Freiburg. Seit 2007 ist er als Professor für Historische Satzlehre an der Schola Cantorum Basiliensis tätig. Von 2008 bis 2012 war er Präsident der Gesellschaft für Musiktheorie (GMTH).
Menke ist Mitherausgeber der Reihe sinefonia (Wolke-Verlag), der Reihe Praxis und Theorie des Partimentospiels (Florian Noetzel Verlag) und der Zeitschrift Musik & Ästhetik. Er hat zahlreiche Publikationen zur Analyse sowie Geschichte und Didaktik der Musiktheorie vorgelegt, darunter zwei Lehrbücher zum Kontrapunkt der Renaissance und des Barock. 2024 erschien eine Monographie über François Couperin. Er komponiert vorwiegend Vokal- und Kammermusik und ist auch als Organist aktiv.